# トゥチャ族
トゥチャ族は、中華人民共和国が公認した55の少数民族のひとつで、主に湖南省、湖北省、重慶直轄市（旧四川省）の交界地帯に住む。
人口約800万人、中国の民族の中で8番目に多い。言語はチベット・ビルマ語派に属する。長く漢族と交わって暮らしてきたため、現在ではトゥチャ語を母語とする人口は10万人程度とされ、ほとんどが中国語を母語としている。民族の総人口と比較して母語人口が極端に少ない民族の満洲族（1000万人超えの民族であり、満洲語を話せるのは5人以下、ほぼ0％）とシェ族（総人口約80万人、シェ語を話せるのは1000人程度、0.1％）などに次ぎ、伝承の危機を瀕している（1％余り）。湖南省に湘西土家族苗族自治州、湖北省恩施土家族苗族自治州が設置されている。なお、例えば、彝族の事を彝家などと呼ぶ事もある事から分かるように、「家」には「族」の意味も含まれている。そのため本来、土家でトゥチャ族の意味をなしており、これに族を加えるのは重複した表現である。しかし、西北に住むモンゴル系民族である土族と区別するためにも、重複した表現ではあるが土族ではなく、土家族を正式な民族名としている。
トゥチャ族に田、覃/譚、向、彭、冉、楊、白、馬、何、李、庹などの姓が多い。

## トゥチャ族の自治地域

### 自治州
- 湖北省
  - 恩施トゥチャ族ミャオ族自治州
- 湖南省
  - 湘西トゥチャ族ミャオ族自治州

### 自治県
- 湖北省
  - 長陽トゥチャ族自治県
  - 五峰トゥチャ族自治県
- 重慶市
  - 石柱トゥチャ族自治県
  - 彭水ミャオ族トゥチャ族自治県
  - 秀山トゥチャ族ミャオ族自治県
  - 酉陽トゥチャ族ミャオ族自治県
- 貴州省
  - 沿河トゥチャ族自治県
  - 印江トゥチャ族ミャオ族自治県

### 民族郷
- 湖北省
  - 宜都市
    - 潘家湾トゥチャ族郷

  - 松滋市
    - 卸甲坪トゥチャ族郷

  - 神農架林区
    - 下谷坪トゥチャ族郷
- 湖南省
  - 慈利県
    - 三官寺トゥチャ族郷
    - 高峰トゥチャ族郷
    - 許家坊トゥチャ族郷
    - 金岩トゥチャ族郷
    - 趙家崗トゥチャ族郷
    - 甘堰トゥチャ族郷
    - 陽和トゥチャ族郷

  - 沅陵県
    - 火場トゥチャ族郷
- 重慶市
  - 万州区
    - 地宝トゥチャ族郷
    - 恒合トゥチャ族郷

  - 武隆区
  - 石橋ミャオ族トゥチャ族郷
  - 文復ミャオ族トゥチャ族郷
  - 後坪ミャオ族トゥチャ族郷
  - 忠県
    - 磨子トゥチャ族郷

  - 雲陽県
    - 清水トゥチャ族郷

  - 奉節県
    - 太和トゥチャ族郷
    - 長安トゥチャ族郷
    - 龍橋トゥチャ族郷
    - 雲霧トゥチャ族郷
- 四川省
  - 宣漢県
    - 三墩トゥチャ族郷
    - 漆樹トゥチャ族郷
    - 龍泉トゥチャ族郷
    - 渡口トゥチャ族郷
- 貴州省
  - 銅仁市碧江区
    - 滑石トン族ミャオ族トゥチャ族郷
    - 和平トゥチャ族トン族郷
    - 六龍山トン族トゥチャ族郷

  - 銅仁市万山区
    - 大坪トン族トゥチャ族ミャオ族郷

  - 道真コーラオ族ミャオ族自治県
    - 上壩トゥチャ族郷

  - 江口県
    - 徳旺トゥチャ族ミャオ族郷
    - 官和トン族トゥチャ族ミャオ族郷

  - 思南県
    - 胡家湾ミャオ族トゥチャ族郷
    - 楊家坳ミャオ族トゥチャ族郷
    - 思林トゥチャ族ミャオ族郷
    - 寛坪トゥチャ族ミャオ族郷
    - 楓芸トゥチャ族ミャオ族郷
    - 三道水トゥチャ族ミャオ族郷
    - 天橋トゥチャ族ミャオ族郷
    - 興隆トゥチャ族ミャオ族郷

  - 徳江県
    - 荊角トゥチャ族郷
    - 堰塘トゥチャ族郷
    - 龍泉トゥチャ族郷
    - 銭家トゥチャ族郷
    - 沙渓トゥチャ族郷
    - 楠杆トゥチャ族郷
    - 長豊トゥチャ族郷
    - 桶井トゥチャ族郷

  - 鎮遠県
    - 尚寨トゥチャ族郷

  - 岑鞏県
    - 羊橋トゥチャ族郷

## 著名なトウチャ族
- 楊藎誠（軍人）
- 戴秉国（外交官）
- 海容天天（芸術家・モデル）
- ロン・モンロウ（モデル・女優・歌手）
- 銀臨（歌手）
- 許晴（女優）祖母がトゥチャ族